# Clark Robertson
Clark Robertson (Aberdeen, 5 settembre 1993) è un calciatore scozzese, difensore o centrocampista del Dundee.

## Caratteristiche tecniche
Terzino sinistro, può giocare anche come difensore centrale o come esterno sinistro.

## Palmarès

### Club

#### Competizioni nazionali
- Scottish League Cup: 1

Aberdeen: 2013-2014